# Práticas Integrativas e Complementares
A Política Nacional de Práticas Integrativas e Complementares (PNPIC) foi oficializada no Brasil em 2006, após aprovação unânime pelo Conselho Nacional de Saúde. Sob a influência do espiritismo e a partir da invenção do conceito de racionalidade médica, a expressão Práticas Integrativas e Complementares (PICs) foi criada  para englobar as chamadas medicina tradicional e complementar/alternativa (MT/MCA) da Organização Mundial da Saúde (OMS).
O objetivo da PNPIC é implementar tratamentos alternativos à medicina baseada em evidências na rede de saúde pública do Brasil, através do Sistema Único de Saúde (SUS). A princípio contava com apenas 5 procedimentos. Mas em 2017 foram implementados 14 tipos de procedimentos. Em 2018 houve uma nova expansão do programa, quando foram incluídos 10 novos procedimentos.
A Sociedade Brasileira de Física atacou duramente os aspectos pseudocientíficos da PNPIC. As violações do código de ética médica pela PNPIC também foram intensamente criticadas pelo médico e popularizador da ciência Drauzio Varella, pelo Conselho Federal de Medicina e pelo Conselho Regional de Medicina do Estado de São Paulo.
Durante a pandemia de COVID-19 no Brasil, o Conselho Nacional de Saúde recomendou a adoção das PICs como tratamento da auxiliar da COVID-19, depois ter rejeitado a adoção da cloroquina.

## Histórico
A inclusão das PICs derivadas das medicina tradicional e alternativa no Brasil tem como marco histórico as resoluções da VIII Conferência Nacional de Saúde, que deliberou em seu relatório final pela "introdução de práticas alternativas de assistência à saúde no âmbito dos serviços de saúde.
A expressão "Práticas Integrativas e Complementares" (PICs) foi criada em 2005, depois do Conselho Nacional de Saúde rejeitar o uso da palavra medicina, empregada na expressão "Política Nacional de Medicina Natural e Práticas Complementares" presente em versões iniciais da PNPIC apresentada ao Conselho:
"A médica Carmem de Simoni, que participou do grupo responsável pela elaboração da política e que, posteriormente, no período de implementação, foi sua primeira coordenadora, comentou o problema apontado pelo CNS com relação ao nome inicialmente atribuído à política e a solução encontrada para resolvê-lo:
Até aí o nome era Política Nacional de Medicina Natural e Práticas Complementares. Quando chegou no Conselho [CNS], o nome “medicina” não passou. Isso pelas mesmas questões que caem sobre a medicina chinesa. Enfim, não passou. Eles disseram: “Ah! Vocês querem passar a política?” Sim, nós queríamos. “Então tem que trocar o nome!” Nós falamos: “Tudo bem, a gente troca.” Pois bem, aí entramos numa salinha, cinco pessoas, e começamos a pensar no nome. Lá pelas tantas um [uma pessoa] entrou na sala e falou: “Mas tá muito demorado esse negócio. Por que vocês não colocam Práticas Integrativas?” E foi assim que aconteceu. Foi Divaldo Dias quem deu o nome para a política, quando entrou naquela salinha. E foi um nome muito bom! (Carmem de Simoni, em entrevista concedida em maio de 2013)."
Em 2017, 1,4 milhão de procedimentos individuais foram registrados como práticas integrativas e complementares pelo SUS, sendo estimado que 5 milhões de procedimentos desse tipo são realizados anualmente se somados os atendimentos coletivos. A acupuntura era o método mais empregado no SUS, com cerca de 707 mil atendimentos em 2017. Além da ampla difusão dos métodos, cerca de 30 mil profissionais foram capacitados na área em 2017.
Ricardo Barros, ministro da saúde à época da ampliação do programa em 2018, declarou que o Brasil é o país que oferece mais suporte a essa modalidade:
"Somos, agora, o país que oferece o maior número de práticas integrativas disponíveis na atenção básica. O SUS financia esse trabalho com a transferência para os municípios, e nós passamos então a caminhar um pouco na direção do fazer e não cuidar da doença."

## Procedimentos
O Sistema Único de Saúde do Brasil oferece os seguintes 29 tratamentos alternativos:
1. Acupuntura[23]
2. Antroposofia[24]
3. Apiterapia[25]
4. Aromaterapia[26][25]
5. Arteterapia[27]
6. Ayurveda[28]
7. Biodança[29]
8. Bioenergética[30][25]
9. Constelação familiar[24][31][25][32]
10. Cromoterapia[33][25]
11. Dança circular[29]
12. Fitoterapia[34]
13. Florais[35][36][25]
14. Geoterapia[25]
15. Hipnoterapia[37][25]
16. Homeopatia[38]
17. Imposição de mãos[25]
18. Ioga[39]
19. Meditação[39]
20. Musicoterapia[27]
21. Naturopatia[40]
22. Osteopatia[41]
23. Ozonoterapia[42][25]
24. Quiropraxia[43]
25. Reflexoterapia[44]
26. Reiki[45]
27. Shantala[46]
28. Terapia Comunitária Integrativa[47]
29. Termalismo[34]

## Críticas
Em 2018 foi anunciada a expansão do programa, apesar da reprovação feita pelo Conselho Federal de Medicina (CFM). No dia 12 de março de 2018, o CFM emitiu uma nota criticando a medida do Ministério da Saúde. A crítica baseou-se no fato de que as práticas de medicina alternativa implementadas pelo programa são pseudocientíficas e não têm qualquer tipo de comprovação científica de eficácia, efeito e segurança. O presidente do CFM afirmou que “A aplicação de verbas nessa área onera o sistema, é um desperdício e agrava ainda mais o quadro do SUS com carências e faltas”.
O Conselho Regional de Medicina do Estado de São Paulo (Cremesp) apontou a violação do Código de Ética Médica, Capítulo II, no trecho “é direito do médico indicar o procedimento adequado ao paciente, observadas as práticas cientificamente reconhecidas e respeitada a legislação vigente.”.
O médico e popularizador da ciência Drauzio Varella criticou duramente a aprovação das últimas dez práticas e as alegações do Ministério da Saúde:
A conclusão de nossa checagem é que as dez práticas que agora integram o SUS não encontram respaldo na ciência médica. Ou seja, a afirmação “Evidências científicas têm mostrado os benefícios do tratamento integrado entre medicina convencional e práticas integrativas e complementares” é FALSA.
Na revista Saúde, os biólogos Natália Pasternak e Beny Spira e o físico Marcelo Yamashita, do Instituto Questão de Ciência, também criticaram a falta de evidências que suportem a adoção da PNPIC:
Certamente devemos respeitar o direito individual de cada um escolher o seu tratamento. Mas definitivamente uma política pública não deve fomentar uma prática que não possui embasamento científico.